# Михайлов Віктор Петрович
Михайлов Віктор Петрович (7 серпня 1936, Ленінград — 18 березня 1994, Санкт-Петербург) — радянський, російський актор театру і кіно.

## Життєпис
Народився 7 серпня 1936 р. в Ленінграді. Закінчив Ленінградський державний інститут театру, музики і кінематографії (1968).
Працював у Рязанському драматичному театрі, в БДТ ім. Горького, в Ленінградському театрі ім. Пушкіна.
Знявся в українських кінокартинах: «Сто радощів, або Книга великих відкриттів» (1982, письменник), «Розгін» (1982, Олександров), «Розмах крил» (1986).
Яскравий комедійний актор. Отримав популярність і глядацьке визнання, виконавши ролі у фільмах режисера Юрія Маміна: «Свято Нептуна» (1986, Василь Петрович Хохлов), «Фонтан» (1988, Пал Палич Митрофанов), «Бакенбарди» (1990, дядя Паша), «Вікно в Париж» (1993, Горохов). Також зіграв ролі у фільмах: «Комедія суворого режиму» (1992, майор), «Курочка Ряба» (1994, Василь Микитович), «Я вільний, я нічий» (1994, Вася), «Хрустальов, машину!» (1998, шофер генерала, остання роль в кіно) та ін.
З 1977 року — асистент режисера, другий режисер на «Ленфільмі».
Помер після важкої хвороби 18 березня 1994 р. в Санкт-Петербурзі. Похований під Санкт-Петербургом на кладовищі в Комарові.